# Pangrapta elassa
Pangrapta elassa är en fjärilsart som beskrevs av George Francis Hampson 1926. Pangrapta elassa ingår i släktet Pangrapta och familjen nattflyn. Inga underarter finns listade i Catalogue of Life.